# Astegopteryx musae
Astegopteryx musae är en insektsart. Astegopteryx musae ingår i släktet Astegopteryx och familjen långrörsbladlöss. Inga underarter finns listade i Catalogue of Life.